# Josef Smolík
Josef Smolík (27. března 1922 Jičín – 4. února 2009 Praha) byl český evangelický teolog, duchovní Českobratrské církve evangelické, profesor a děkan Komenského evangelické bohoslovecké fakulty v Praze, po roce 1990 profesor na Evangelické teologické fakultě Univerzity Karlovy.

## Život
Po otci pocházel z rodu předtolerančních evangelíků, matka byla katolička. Narodil se v Jičíně, zde byl také pokřtěn, dětství však prožil v Rokycanech. Když měl v 17 letech nastoupit na práci v Německé říši, byl zaměstnán v místním evangelickém sboru jako diakon. Ač původně chtěl být přírodovědcem, po uzavření vysokých škol studoval teologii v kursech Synodní rady Českobratrské církve evangelické v korespondenčních kursech.

### Farářské působení
- 1942–1945 Rokycany (diakon)
- 1945–1947 Pardubice (vikář)
- 1947–1949 Praha-Kliment (vikář)
- 1949– Pardubice (farář)[2]

### Akademické působení
Studia si rozšířil ročním pobytem na Union Theological Seminary v New Yorku (USA). Zde při studiích také umýval nádobí. Byl posluchačem například Paula Tillicha a Richarda Niebuhra.
Doktorát získal na Husově fakultě s disertační prací Sociální působení Jednoty bratrské (1948). V roce 1950 se na Komenského fakultě habilitoval prací Večeře Páně a obecenství v hlavních jednotách církve Kristovy. Od roku 1966, kdy byl jmenován profesorem, zde působil na plný úvazek až do svého penzionování roku 1997. Po roce 1978 byl celkem pětkrát děkanem fakulty. Naposledy byl zvolen novou akademickou samosprávou v roce 1990, kdy výrazně přispěl k inkorporaci Komenského fakulty do Univerzity Karlovy. Obdržel čestný doktorát na teologických fakultách v Bratislavě a Budapešti, v letech 1980–81 hostoval na univerzitě v německém Erlangen.
Jeho akademickým zájmem byla teologie Slova, které se zpřítomňuje ve sboru a zavazuje k misijní interpretaci. (Současné pokusy o interpretaci evangelia, 1966, 1995, též anglicky, japonsky, korejsky a rusky). Pro všechny dílčí disciplíny svého oboru zpracoval základní studijní texty: Kázání v reformaci (1954), Kapitoly z liturgiky (1960), Závazek křtu (1974), Radost ze Slova (1983), Pastýřská péče (1991), Kristus a jeho lid (1993), Úvod do studia I (1978), Bibliografie (1988).

## Vlastní teologické dílo a spolupráce
- Současné pokusy o interpretaci evangelia, 1966
- Úvod do studia bohosloví, 1978
- Agenda I, 1983
- Agenda II, 1988
- Bratr Jan Augusta, 1984
- Kážeme Krista I, 1994
- Kážeme Krista II, 1997
- konfirmační příručka Naše cesta, 1968, 1992[2]

Zastával řadu významných funkcí v ekumenických organizacích a grémiích, např. jako člen Ústředního výboru Světové rady církví v Ženevě a Komise pro víru a řád Světové rady církví nebo jako dlouholetý předseda Kostnické jednoty. Po dlouhá léta působil jako redaktor Křesťanské revue (1961–1991).
Jeho dcerami jsou Marta Smolíková, kurátorka, historička umění a publicistka, Eva Šormová, farářka v Milíčové kapli pražského sboru Ochranovského seniorátu Českobratrské církve evangelické, Noemi Smolik, historička a kritička umění žijící v Německu, a učitelka Lydie Šilarová žijící v Praze.